# ГЕС Pedro Viriato Parigot de Souza
ГЕС Pedro Viriato Parigot de Souza — гідроелектростанція на південному сході Бразилії у штаті Парана. Використовує ресурс із річки Капівара, котра дренує частину гірської системи Серра-ду-Мар та є правою притокою Rio Ribeira de Iguape (впадає в Атлантичний океан за півтори сотні кілометрів на південний захід від міста Сан-Паулу).
Для роботи станції за тридцять кілометрів на північний схід від столиці штату Куритиби звели земляну греблю висотою 58 метрів та довжиною 370 метрів. Вона утворила на Капіварі водосховище з площею поверхні 12 км2 та об'ємом 156 млн м3, для якого припустимим коливанням рівня поверхні у операційному режимі є знаходження між позначками 822 та 845 метрів НРМ (максимальний рівень на випадок повені ненабагато більший — 845,5 метра НРМ).
Накопичений у сховищі ресурс подається на південь до машинного залу через прокладений під водороздільним хребтом дериваційний тунель довжиною 15,4 км та діаметром 5,3 метра. Враховуючи крутий ухил оберненої до Атлантики сторони Серра-ду-Мар, при цьому створюється напір у 740 метрів. Машинний зал споруджений в підземному виконанні та має розміри 82х15 метрів при висоті 25 метрів, крім того, так само під землею створені приміщення для вузла клапанів та трансформаторного обладнання. Доступ персоналу до станції здійснюється через спеціальний тунель довжиною 1,1 км.
Основне обладнання ГЕС становлять чотири гідроагрегати з турбінами типу Пелтон. При введенні в експлуатацію у 1970—1971 роках кожен з них мав потужність по 62,5 МВт, а після модернізації в 1999-му цей показник збільшили до 65 МВт. За проектом вони повинні забезпечувати виробництво біля 950 млн кВт-год електроенергії на рік.
Відпрацьована вода відводиться по тунелю (на завершальній ділянці каналу) до річки Rio Cachoeira, котра впадає в затоку Baia de Paranagua, розташовану за сотню кілометрів південніше гирла згаданої вище Rio Ribeira de Iguape.
Видача продукції відбувається по ЛЕП, розрахованій на роботу під напругою у 230 кВ.